# Lírio-germânico
O lírio-germânico (Iris × germanica) é uma planta com flor da família das iridáceas. É um híbrido natural entre o lírio-dálmata (Iris pallida) e o lírio-húngaro (Iris variegata), originário do centro/sul da Europa, e presente em Portugal nas regiões de Trás-os-Montes, Douro Litoral, Estremadura, Ribatejo, Alentejo e Algarve. É uma planta introduzida em todos os continentes, com 60 mil cultivares disponíveis.

## Descrição
O lírio-germânico é uma planta com flores de cor azul-violeta, amarela, castanha ou branca com manchas azul-violeta escuras. Floresce entre abril e junho.

## Outros nomes
O lírio-germânico também é conhecido como lírio-cardano, lírio-cardeno, lírio-da-alemanha ou lírio-roxo.